# George McClennon
George McClennon († 1937 in Chicago) war ein amerikanischer Klarinettist, Sänger, Entertainer und Tänzer.

## Leben
George McClennon, Adoptivkind des Entertainers Bert Williams (1874–1922), trat ab 1910 in afroamerikanischen Theater, Shows wie Shuffle Along und im Vaudeville auf. Sein humoristisches Gas Pipe-Klarinettenspiel war durchsetzt mit verschiedenen Geräuschen und Gelächter, das er mit akrobatischen und exzentrischen  Tanzbewegungen begleitete. 1923/24 entstanden McClennons erste Aufnahmen mit Eddie Heywood als Harlem Trio („Clarinet Laughing Blues“). 1924–26 nahm er eine Reihe von Titeln wie „New Orleans Wiggle“ und den Fats Waller Song „Anybody Here Want to Try My Cabbage“ für Okeh Records unter George McClennon's Jazz Devils auf; zu seinen Begleitmusikern gehörten u. a. Buddy Christian, Bob Fuller, Eddie Heywood, Charlie Irvis und Clarence Williams. McClennon starb 1937 in Chicago an Tuberkulose. Im Bereich des Jazz war er zwischen 1923 und 1926 an dreizehn Aufnahmesessions beteiligt.
Der Pianist Willie The Lion Smith erwähnt McClennon in seinen Erinnerungen: „Our clarinetist, George McClennon, could spin like a top on his stomach, or on his backside, while playing his instrument“.

## Diskographische Hinweise
- George McClennon and Wilton Crawley (Jazz Oracle)